# Fälgrundreveln
Fälgrundreveln är en ö i Finland. Den ligger i Bottenhavet och i kommunen Närpes i den ekonomiska regionen  Sydösterbotten i landskapet Österbotten, i den västra delen av landet. Ön ligger omkring 80 kilometer söder om Vasa och omkring 320 kilometer nordväst om Helsingfors.
Öns area är 7,6 hektar och dess största längd är 0,7 kilometer i nord-sydlig riktning.